# BINGO PARTY SPLASH SP
BINGO PARTY SPLASH SP（ビンゴパーティースプラッシュスペシャル）は、セガ（後のセガ・インタラクティブ）のメダルゲームであり、ビンゴゲームとして2004年に発売された。
BINGO PARTY SPLASHのバージョンアップ作品であるため、ここでは変更点のみ記述する。

## 遊び方とルール
1. シングルカードかマルチカード（4枚のカード）か選択する。設定によりエントリーベットが違うこともある。両方にベットすることはできない。
2. 画面左側にボーナスゲームへのポイントが表示されてあり、シングルカードの場合は最低10列、マルチカードの場合は最低40列ビンゴさせることにより、ボーナスゲームに突入する。
3. マルチカードは全て移動・回転ができないカードとなる。
4. カードにGOLDカードが登場、大量のメダル獲得チャンスが広がる。
5. エントリーベットで1つ、20ベット以上で（※店により設定は異なる）もう1つ（最大2つ）のラッキーナンバーが設定される。最後の8球目がラッキーナンバーだった場合、そのボールの色と同色の番号が全て入賞扱いになる。ボンバーがラッキーナンバーになることもある。尚、シングルカードプレイ時に対象番号が1～7球目で選ばれた場合は最終球のオッズがアップし、マルチカードプレイ時にはラッキーナンバーが2つ有効時に限り、7球目までに2つ共選ばれた場合に最終球のオッズが1倍から2倍にアップする。
  1. ラッキーナンバーが1で8球目に選ばれた場合、同色（赤）である1・2・3・4・5が全て有効になる。
  2. ボンバーの場合は通常の「ボンバー周辺の4マス」＋更に斜め左上、左下、右上、右下の最大8ヶ所が有効スポットになる。
6. WAVE CHANCEは、カード選択後にシルバーコインを獲得したプレイヤーが、通常ゲームでカプセルを操作できる。
7. BIG WAVE CHANCEはベット終了時にコールされ、カード選択後にゴールドコインを獲得したプレイヤーがチャレンジャーとなる。カプセルを操作できる他に「SP」と書かれた橙色のボールをピックアップすることができれば、表示されている配当を獲得できる。獲得できなかった場合次のゲームに持ち越されるが、配当は減額され、チャレンジャーも再度抽選される。

## ボーナスゲーム
本作品では、前作に引き続きボーナスゲームが用意されているが、バリエーションが増えた。ボーナスゲームの配当はポイントが貯まるまでのビンゴ時の平均BET枚数により異なる。

### KENO
番号が8個、10個、12個有効なカードのうち1種類選ばれ、番号が多く一致することで配当が大きくなる。BOMBERは1個入賞の扱いとなる。

### COMBINATION
色の組み合わせにより配当が決まる。最も高い配当は「同色5個+BOMBER」。BOMBERは全ての色に有効。

### LINE BINGO
なるべく多くのラインを完成させることで配当が大きくなる。選ばれた番号の縦、横、斜め、縦横が有効のカードの4種類のうちどれか1種類のカードとなる。

### JACKPOT BONUS
前作同様、番号×倍率で配当が決まる。継続条件として、BOMBERか特定の色の番号が入ること。倍率や継続される番号の個数はベットの枚数により異なる。番号のボールが選ばれた場合その番号のみ継続条件から消えるが、BOMBERが選ばれると全ての番号が復活する。